# Jorge Reyes (actor)
Jorge Luis Reyes Graterol (Caracas, 28 de agosto de 1971) es un actor y modelo venezolano.

## Biografía
Estudió informática y posteriormente fue modelo. Desde 1993 ha sido un actor de telenovelas, teniendo su primer rol protagónico en Destino de mujer (en 1997), junto a Sonya Smith.
Se inició en la productora Marte TV y luego en papeles secundarios dentro de RCTV, la mayor parte de sus trabajos como protagonista lo ha tenido dentro de la cadena Venevisión, actuando en producciones tanto en Venezuela y Estados Unidos.
También protagonizó la telenovela de RCN Televisión Todos quieren con Marilyn, junto a la también venezolana Scarlet Ortiz viviendo una pequeña temporada en Colombia en 2004.
Vuelve a Venezuela en 2005 y destaca como protagonista de Los Querendones junto a Fabiola Colmenares, Lilibeth Morillo y Miguel de León. En 2007 hace su debut en el cine; destacándose en la película Miranda regresa, donde realizó el papel del prócer de la independencia Francisco de Miranda. La película se rodó en Venezuela, en algunas playas de Cuba y en la ciudad de Praga.
En 2008 protagonizó la telenovela de Venevisión La vida entera, junto a Anastasia Mazzone. Al culminar está, viaja a México y participa en la telenovela Entre el amor y el deseo.
En 2011 protagonizó la telenovela El árbol de Gabriel, del canal Venevisión, en la cual interpretó a Gabriel León, un famoso animador que debido a una enfermedad terminal decide buscar a los hijos que tuvo como donador de semen.
En 2013 volvió a la gran pantalla en otra película histórica, Bolívar, el hombre de las dificultades, realizando el papel antagónico del Polaco.
En 2014 tuvo una participación en la novela mexicana Las Bravo de TV Azteca. Después volvió a Venezuela y apareció en Corazón esmeralda, donde interpretó a un codicioso abogado que mantiene un triángulo amoroso con Federica (Mimí Lazo) y Fernanda (Flavia Gleske).
En 2015 trabaja en la primera novela realizada por el canal estatal TVes, llamada Vivir para amar, compartiendo nuevamente con Fedra López, Gigi Zanchetta, Reina Hinojosa y los jóvenes actores Daniel Terán y Vanessa Mendoza.
Es hermano de la también actriz Claudia Reyes conocida por varias telenovelas entre ellas; La revancha, (coincidiendo con su hermano) el amor no tiene precio, acorralada, secreto de amor y en Valeria que también coincidió con su hermano

## Vida personal
A finales del año 2007 conoció a la exmiss y modelo Carolina Delgado, con quien se casó a los pocos meses. Con ella tuvo una hija, Camila Elizabeth Reyes Delgado, nacida en febrero de 2009. Se separaron mientras ella estaba embarazada. En los siguientes meses se reconciliaron, sin embargo, decidieron poner fin a su relación sentimental.
En marzo de 2015 se casó nuevamente, esta vez en la isla de Margarita (Venezuela), con la actriz colombiana Alejandra Sandoval, con quien vivía desde hace algún tiempo.

## Filmografía
| 2015-2016 | Vivir para amar           | Julio Gavaldón              |
| 2014      | Corazón esmeralda         | Marcelo Egaña               |
| 2011-2012 | El árbol de Gabriel       | Gabriel León                |
| 2008      | Valeria                   | Leopoldo Riquelme           |
| 2008-2009 | La vida entera            | Salvador Duque              |
| 2006      | Los Querendones           | Sergio Grimán Fernández     |
| 2004-2005 | Todos quieren con Marilyn | Juan Ignacio Camacho        |
| 2002      | Mambo y Canela            | Daniel Montoya              |
| 2002      | Las González              | Robinson Gamboa             |
| 2001-2002 | Guerra de mujeres         | Wilker Antonio              |
| 2000      | La revancha               | Alejandro Arciniegas        |
| 1999      | Cuando hay pasión         | Luis Guillermo Núñez Anzola |
| 2000      | Toda mujer                | Jorge Álvarez               |
| 1997-1998 | Destino de mujer          | Víctor Manuel Santana       |
| 1996      | Volver a vivir            | Tadeo Suñer                 |
| 1995      | Ilusiones                 | Jorgito                     |
| 1994      | La hija del presidente    | Jorge                       |
| 1993      | Sirena                    | Usnavy                      |

| Películas | Películas                              | Películas            | Películas |
| Año       | Película                               | Personaje            |           |
| --------- | -------------------------------------- | -------------------- | --------- |
| 2013      | Bolívar, el hombre de las dificultades | El Polaco            |           |
| 2007      | Miranda regresa                        | Francisco de Miranda |           |